# ۳۲۴ (پیش از میلاد)
۳۲۴ (پیش از میلاد) ۳۲۴مین سال قبل از تقویم میلادی است.